# William Hart

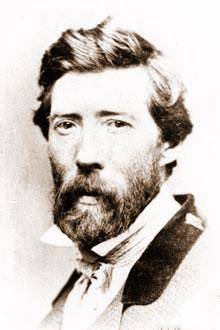
William Hart ca. 1858-1868

William Hart (Paisley (Schotland), 31 maart 1823 - Mount Vernon (New York), 17 juni 1894) was een Schots-Amerikaans landschaps- en veeschilder.

## Leven en werk
Het gezin Hart verhuisde naar de Verenigde Staten in Williams vroege jeugd. Hij ging in de leer bij een koetsschilder in Albany (New York). Zijn eerste pogingen als kunstenaar waren landschapdecoraties voor de panelen van de wagens. Vervolgens keerde hij terug naar Schotland, waar hij drie jaar studeerde. Hij opende in 1853 een atelier in New York. Hart werd verkozen tot medewerker van de National Academy of Design in 1857 en als academicus in het daaropvolgende jaar. Hij was ook lid van de American Water Colour Society, waarvan hij voorzitter was in de periode 1870-1873. Als lid van de Hudson River School van Amerikaanse romantische landschapsschilders genoot William Hart grote populariteit. Zijn schilderijen werden opgenomen in heel wat bekende Amerikaanse collecties. Hij stierf in Mount Vernon (New York) op 17 juni 1894.
Zijn broer, James McDougal Hart (1828-1901), en zijn zus Julie Hart Beers (1835-1913) waren eveneens landschaps- en veeschilders.

Werken van William Hart
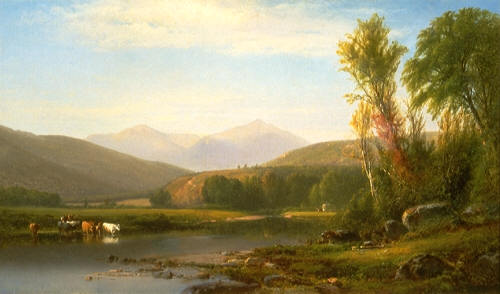
Mount Madison from the Androscoggin River
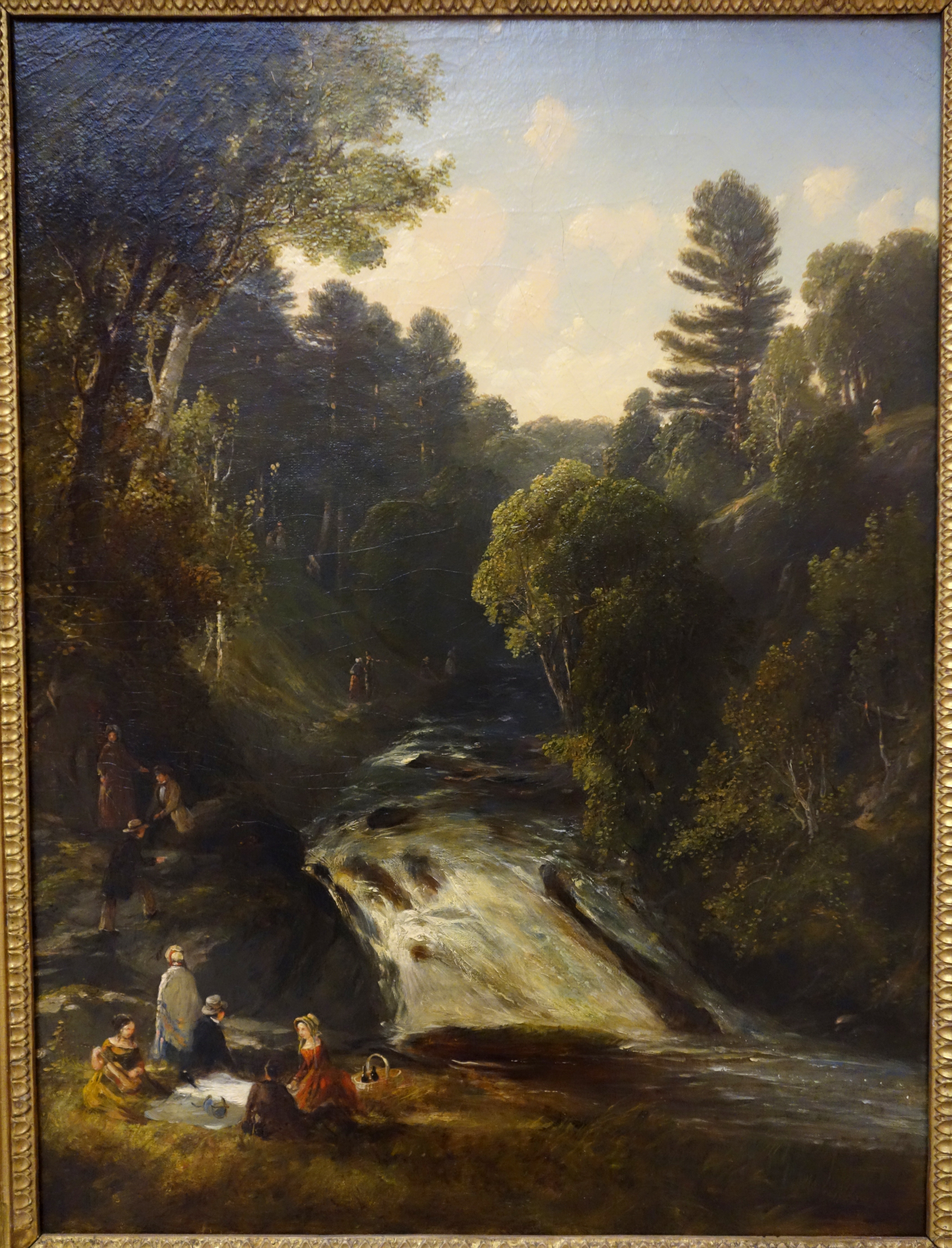
Tivoli Falls, Albany (1851)
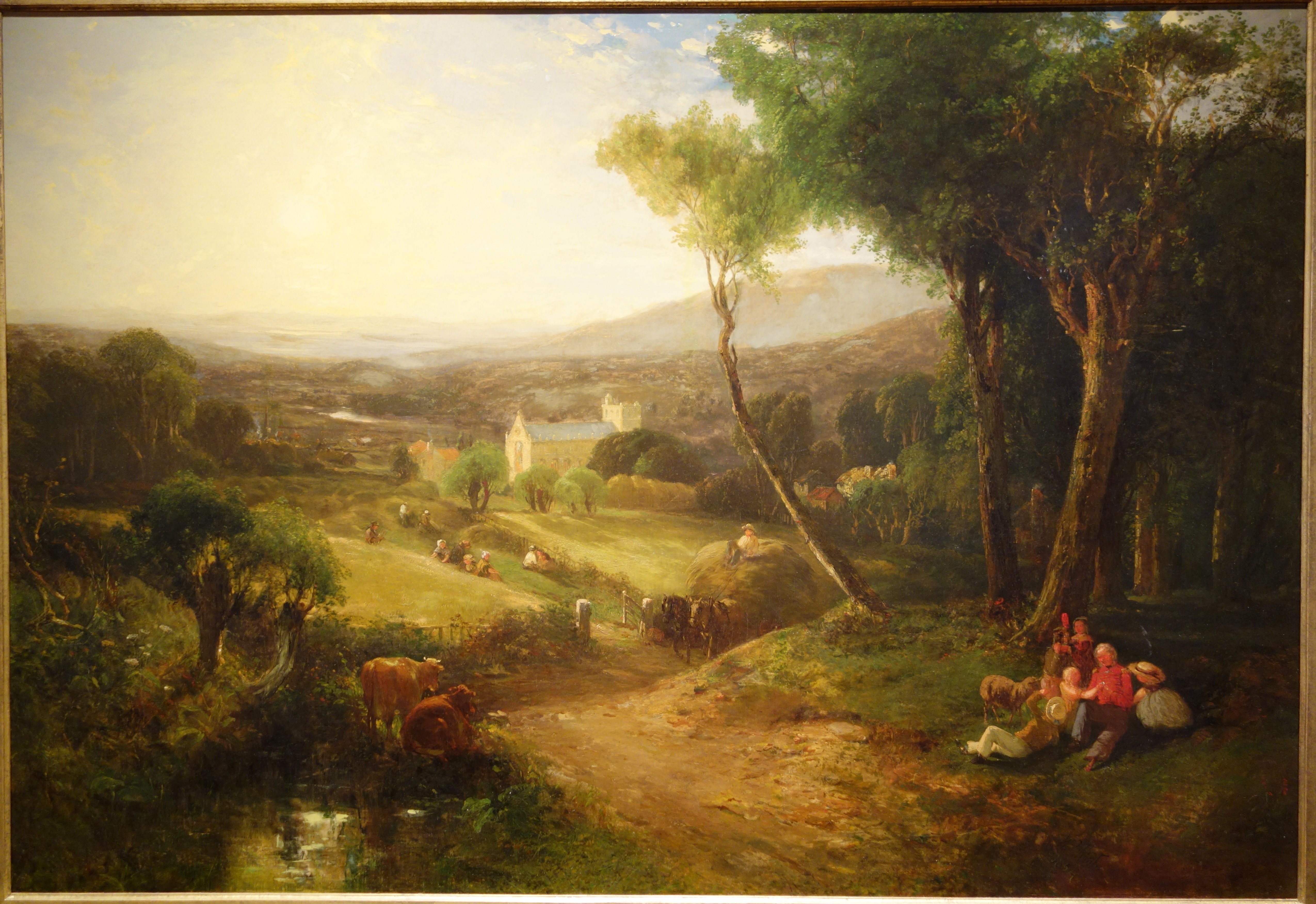
Peace and Plenty (1855)